# Teiú-palustre
O teiú-palustre (Tupinambis palustris) é uma espécie de lagarto do gênero Tupinambis nativo das regiões cálidas do sudeste brasileiro.

## Taxonomia
Esta espécie foi descoberta em 2002 pelos zoólogos Paulo Roberto Manzani e Augusto Shinya Abe, na Usina Hidrelétrica Três Irmãos, na Região do Baixo Tietê, entre as cidades de Araçatuba e Pereira Barreto, no estado de São Paulo, Brasil. 
No ano seguinte, Ayrton Klier Péres, em sua tese sobre o gênero, concluiu que T. palustris era um sinônimo júnior da espécie T. teguixin, o que não foi correspondido por boa parte da comunidade herpetológica, refletido na página web The Reptile Database. 
No ano de 2012 uma revisão, mediante as análises do DNA mitocondrial de toda a família Teiidae, comprovou a polimorfia dos Tupinambis na qual se correspondia a dois clados de profunda divergência entre si. O T. palustris (junto a T. teguixin, T. longilineus e T. quadrilineatus) pertence ao clados do norte. Esse clado morfologicamente difere do austral em que possui um único par de escamas loreais e uma textura suave nas escamas de todo o corpo.
Nomenclatura
Palustris é uma palavra em latim que significa "que vive nos pântanos" ou pantaneiro (palustre, em espanhol),e descreve o habitat natural desta espécie.

## Características diagnósticas
O teiú-palustre se difere principalmente pela tonalidade terrosa nas suas partes posteriores. O padrão é de fundo negro salpicado com pequenas manchas acinzentadas. Manchas negras espaçam-se na superfície do palato e do pescoço. Possui grandes manchas negras no peito.
Na coloração, esse lagarto se diferencia das outras espécies do grupo e das integrantes do gênero Salvator pela ausência de bandas transversais na parte posterior.
O teiú-palustre difere dos T. quadrilineatus pela ausência de listras estreitas longitudinais de cor branco-amarelado nos flancos, e dos T. longilineus pela ausência de grandes bandas negras nos flancos.